# Heribrecht von Reichenau
Heribrecht, auch Herbrecht, (* im 9. Jahrhundert; † 926 in Reichenau) war von 916 bis 926 Abt des Klosters Reichenau.

## Leben
Heribrecht war Abt der Reichenau, als am 7. November 925 eine Heilige-Blut Reliquie mit Kreuz-Partikel in das Kloster Reichenau gelangte. Seit 925 wird jährlich am Montag nach dem Dreifaltigkeitssonntag (Trinitatis) das Heilig-Blut-Fest gefeiert.
926 wurde er als Abt von Herzog Burchard II. abgesetzt, weil er sich weigerte, Herzog Purchart I. Geschenke und Beisteuern zu geben. Herzog Burchard setze sodann Liuthard als Abt ein. Heribrecht starb kurz darauf.